# 小山 (草加市)
小山（こやま）は、埼玉県草加市の町名。現行行政地名は小山一丁目および二丁目。住居表示実施地区。郵便番号は340-0045。かつては川口市に属する安行小山であったが、その一部を旧草加町時代に編入した経緯から小山の地名がある。もとは江戸期より存在したひとつの小山村であった。

## 地理
草加市西部の大宮台地（鳩ヶ谷支台）の南端に位置し、川口市安行小山や安行北谷や峯と隣接する。また、北部で北谷、東部で花栗、南部で苗塚町とも隣接する。北東部を伝右川を流れる。地内は第2種住居専用地域に指定され、北部を中心に主に戸建ての住宅地であるが、西部を中心に畑などの農地も点在する。

## 歴史
- 1957年（昭和32年）5月1日 - 川口市との境界変更を実施、川口市大字安行小山の一部（東部の大部分）が草加町に編入。草加町安行小山が成立。（周辺の北谷・花栗・苗塚・原も同時に草加町へ）
- 1958年（昭和33年）11月1日 -  草加町の市制施行と同時に編入した安行小山を小山に町名変更[4][5]。
- 1982年（昭和57年）4月1日 - 地内に草加市立小山小学校が創立される[6]。
- 1988年（昭和63年）10月10日 - 第5次住居表示の実施により[7]、小山一丁目・二丁目に変更。

## 世帯数と人口
2017年（平成29年）10月1日現在の世帯数と人口は以下の通りである。
| 丁目       | 世帯数    | 人口    |
| ---------- | --------- | ------- |
| 小山一丁目 | 639世帯   | 1,501人 |
| 小山二丁目 | 717世帯   | 1,647人 |
| 計         | 1,356世帯 | 3,148人 |

## 小・中学校の学区
市立小・中学校に通う場合、学区は以下の通りとなる。
| 丁目       | 番地                                                         | 小学校             | 中学校             |
| ---------- | ------------------------------------------------------------ | ------------------ | ------------------ |
| 小山一丁目 | 24番4号 24番26〜27号 24番29号 24番32号 25番17〜26号 26〜28番 | 草加市立松原小学校 | 草加市立栄中学校   |
| 小山一丁目 | その他                                                       | 草加市立小山小学校 | 草加市立花栗中学校 |
| 小山二丁目 | 全域                                                         | 草加市立小山小学校 | 草加市立花栗中学校 |

## 交通

### 鉄道
地内に鉄道は敷設されていない。東武伊勢崎線（東武スカイツリーライン）の獨協大学前駅が最寄りとなる。

### 道路
- 埼玉県道34号さいたま草加線
- 小山通り

## 施設
- 小山町会館 - 氷川神社[5]を併置。
- 草加市立小山小学校
- こやま保育園
- 小山公園
- 小山一丁目ふれあい広場
- 小山二丁目ふれあい広場
- 小山第4公園
- 小山第5公園